# Haplochromis bareli
Haplochromis bareli är en fiskart som beskrevs av Van Oijen, 1991. Haplochromis bareli ingår i släktet Haplochromis och familjen Cichlidae. IUCN kategoriserar arten globalt som akut hotad. Inga underarter finns listade i Catalogue of Life.